# Gamsberg
Il Gamsberg (2.384 m s.l.m.) è una montagna delle Prealpi Svizzere che si trova nel Canton San Gallo.

## Descrizione
La montagna si trova nella regione di Walenstadt.
È particolarmente difficile da salire. Non vi è sentiero che porti in vetta.